# Haplodon wormskioldii
Haplodon wormskioldii là một loài rêu trong họ Splachnaceae. Loài này được (Hornem.) I. Hagen mô tả khoa học đầu tiên năm 1899.